# Gårdstånga
Gårdstånga is een plaats in de gemeente Eslöv in Skåne, de zuidelijkste provincie van Zweden. De plaats heeft 339 inwoners (2005) en een oppervlakte van 43 hectare.

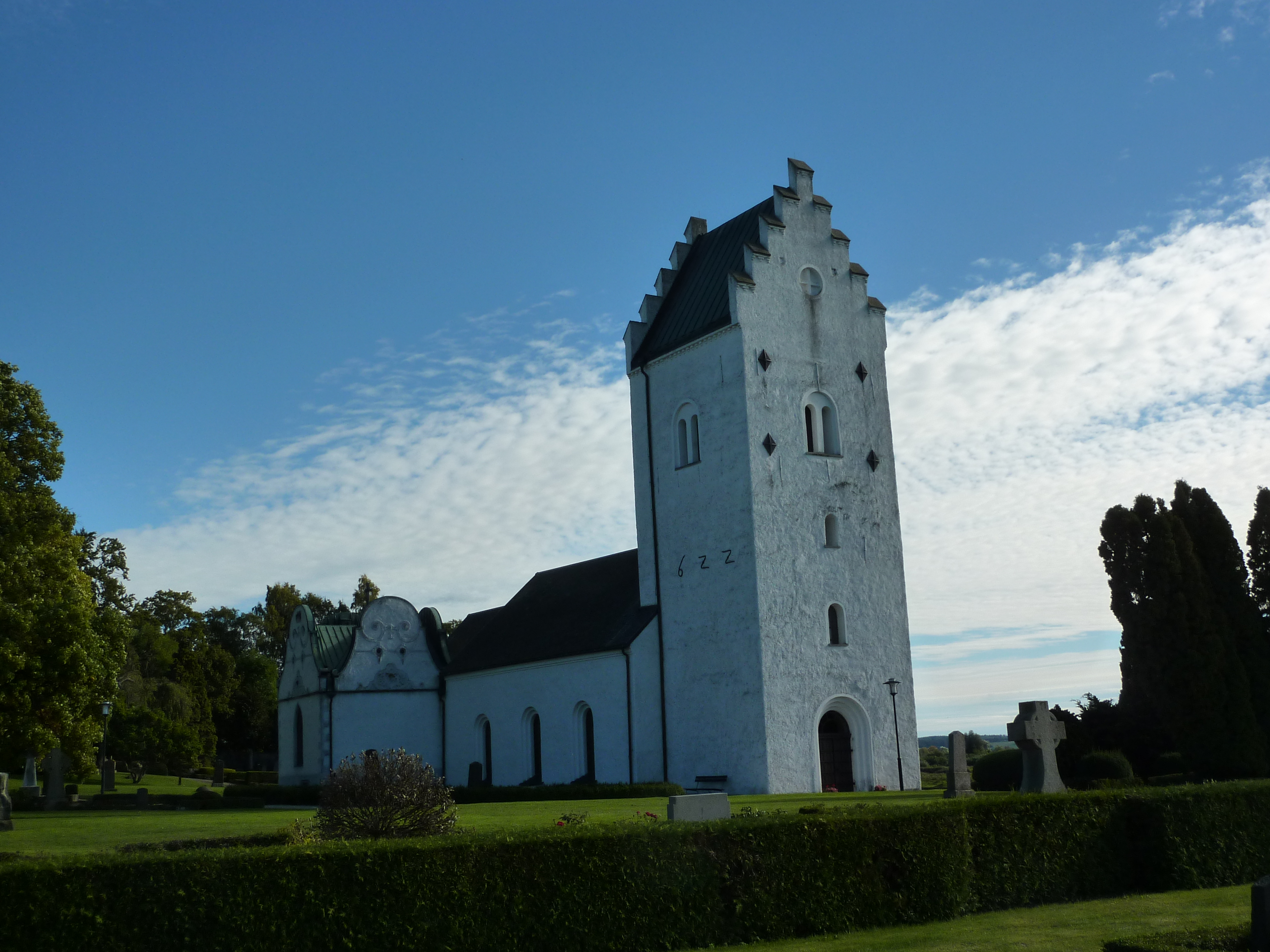
Gårdstånga kyrka

## Verkeer en vervoer
Bij de plaats lopen de E22, Länsväg 104 en Länsväg 113.